# Santo André (São Paulo)
Santo André (en español: San Andrés) es un municipio brasileño del estado de São Paulo, que tiene una población de 804 109 habitantes (2018), con una densidad demográfica de 4095,8 hab./km² y que ocupa una superficie de 174,840 km².
Santo André es la decimoquinta ciudad brasileña más desarrollada y la octava ciudad más desarrollada del estado de São Paulo, según la ONU. También es la quinta mejor ciudad del país para criar niños.

## Distritos
Distritos del municipio:
- Capuava
- Paranapiacaba

## Historia
Santo André da Borda do Campo, como entonces era llamada, fue fundada por el conquistador portugués João Ramalho, que se encontraba casado con la indígena Bartira, hija del cacique Tibiriçá, de la tribu de los Guaianases. El 8 de abril de 1553, su pedido de que la región en donde vivía pasara a ser villa fue atendido por el gobernador general Tomé de Sousa.
En 1558, Ramalho pasó a gobernar la villa, como alcalde mayor. En 1560, debido a las rivalidades entre los padres jesuitas de Piratininga y el alcalde, Mem de Sá decidió extinguir el poblado ramalhense, transfiriendo a sus pobladores los campos de Piratininga.
El municipio resurgió por el año 1889, con el nombre de São Bernardo, que incluía las localidades de Santo André, São Bernardo do Campo, São Caetano do Sul, Diadema, Mauá, Ribeirão Pires y Rio Grande da Serra. 
El nombre de Santo André apareció recién en el año 1910 con la creación de un distrito en las márgenes del São Paulo Railway, también conocido como Estrada de Ferro Santos-Jundiaí.

## Población
La mayor parte de la población de la ciudad son descendientes de italianos, españoles, portugueses, japoneses y alemanes.
Además, en la década de 1960, el flujo migratorio de personas venidas desde otros estados aumento significativamente. Por lo que, actualmente, se estima que cerca de un 20 % de la población no es de origen paulista. Bahianos, mineiros y paranaenses son los migrantes más numerosos.
Según las estimaciones del año 2005, la ciudad posee 802 133 habitantes.

## Gente notable
- Sandro Dias
- Lucélia Santos
- Diego Hypólito
- Daniele Hypólito
- Milena Toscano
- Danilo Gentili
- Cacau
- André Domingos
- Eloy Casagrande
- Samu Lino